# Bosnien BA10

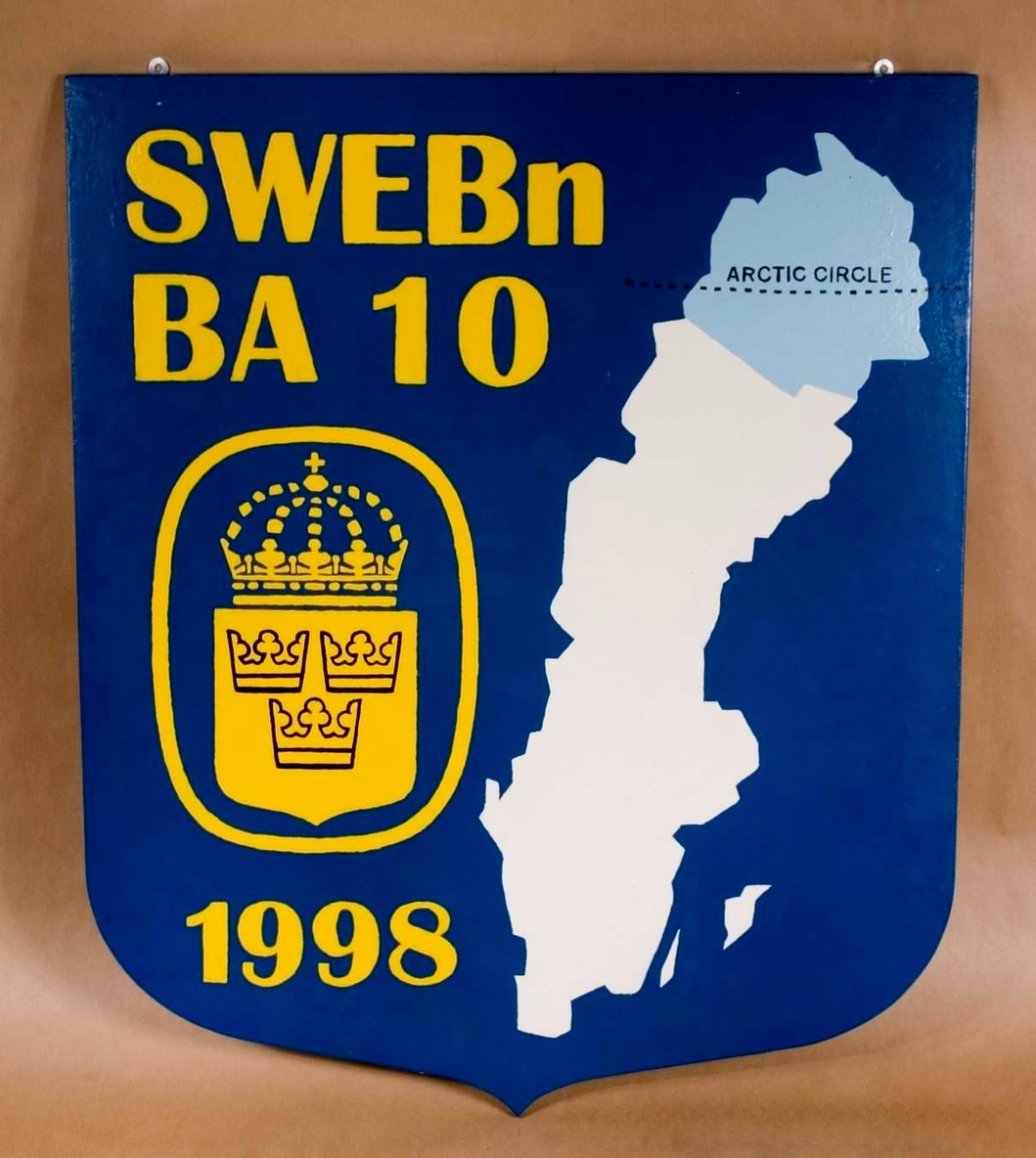
Vapensköld för BA 10

BA10 var den tionde bataljonen av de Svenska Bosnienbataljonenerna som Sverige bidrog med till de fredsbevarande styrkorna i Bosnien och Hercegovina.

## Allmänt
Förbandet sattes upp av Norrbottensbrigaden (MekB 19) i Boden. Bataljonsstab (VN), stab- och trosskompani (XN) samt pansarskyttekompaniet (RN/B-Coy) grupperade på Camp Oden utanför Tuzla. Halva pansarskyttekompaniet ur (SN/C-Coy) grupperade på sin patrullbas Sierra Base utanför Gracanica, medan andra halvan grupperade inne på Camp Oden. Under inledningen av C-Coys vistelse på Sierra Base var de samgrupperade med ett amerikanskt haubitskompani. Då denna enhet flyttade därifrån under sommaren krymptes Sierra Base till ett mindre område.
B-Coy ansvarade även för bemanningen av observationsplatsen, tillika relästationen B10 inne i Ozrenfickan.

## Förbandsdelar
- Bataljonschef: Öv Lars-Gunnar Nilsson
- Stabschef: Övlt N Gustavsson
- HQ-Log Coy: Chef Mj J Söderberg
- Pansarskyttekompani B-Coy (ur I 19): Chef Mj C Arvidsson
- Pansarskyttekompani C-Coy (ur K 4): Chef Mj M Nordmark